# Communauté de communes Cœur de Puisaye
La communauté de communes Cœur de Puisaye est une ancienne communauté de communes française située dans le département de l'Yonne et la région Bourgogne-Franche-Comté.

## Historique
Cet EPCI est créé le 1er janvier 2013. Il est issu de la fusion des communautés de communes préexistantes du canton de Bléneau, de la Puisaye Fargeaulaise et du Toucycois.
Elle est dissoute le 31 décembre 2016 pour former la communauté de communes de Puisaye-Forterre par fusion avec deux autres communautés de communes.

## Composition
La CCCP se composait des 24 communes suivantes :
| Nom                     | Code Insee | Gentilé            | Superficie (km2) | Population (dernière pop. légale) | Densité (hab./km2) |
| ----------------------- | ---------- | ------------------ | ---------------- | --------------------------------- | ------------------ |
| Toucy (siège)           | 89419      | Toucycois          | 34,85            | 2 748 (2014)                      | 79                 |
| Beauvoir                | 89033      |                    | 6,72             | 374 (2014)                        | 56                 |
| Bléneau                 | 89046      | Blénaviens         | 39,41            | 1 356 (2014)                      | 34                 |
| Champcevrais            | 89072      | Champosylvestriens | 32,73            | 330 (2014)                        | 10                 |
| Champignelles           | 89073      | Champignellois     | 53,29            | 1 042 (2014)                      | 20                 |
| Diges                   | 89139      | Digeois            | 35,84            | 1 148 (2014)                      | 32                 |
| Dracy                   | 89147      | Dracycois          | 21,86            | 223 (2014)                        | 10                 |
| Égleny                  | 89150      | Égléniens          | 8,02             | 456 (2014)                        | 57                 |
| Fontaines               | 89173      |                    | 25,18            | 471 (2014)                        | 19                 |
| Lalande                 | 89217      | Lalandais          | 10,13            | 133 (2014)                        | 13                 |
| Lavau                   | 89220      |                    | 55,06            | 482 (2014)                        | 8,8                |
| Leugny                  | 89221      |                    | 13,34            | 357 (2014)                        | 27                 |
| Mézilles                | 89254      | Mézillois          | 52,42            | 589 (2014)                        | 11                 |
| Moulins-sur-Ouanne      | 89272      |                    | 10,19            | 302 (2014)                        | 30                 |
| Parly                   | 89286      | Parlycois          | 20,77            | 798 (2014)                        | 38                 |
| Pourrain                | 89311      | Pulveriniens       | 23,84            | 1 434 (2014)                      | 60                 |
| Rogny-les-Sept-Écluses  | 89324      | Rognycois          | 32,59            | 740 (2014)                        | 23                 |
| Ronchères               | 89325      |                    | 11,33            | 100 (2014)                        | 8,8                |
| Saint-Fargeau           | 89344      | Fargeaulais        | 67,20            | 1 648 (2014)                      | 25                 |
| Saint-Martin-des-Champs | 89352      |                    | 34,22            | 302 (2014)                        | 8,8                |
| Saint-Privé             | 89365      |                    | 41,41            | 570 (2014)                        | 14                 |
| Tannerre-en-Puisaye     | 89408      | Tannerrois         | 28,93            | 289 (2014)                        | 10                 |
| Villeneuve-les-Genêts   | 89462      | Villeneuviens      | 24,69            | 289 (2014)                        | 12                 |
| Villiers-Saint-Benoît   | 89472      | Villerois          | 34,04            | 516 (2014)                        | 15                 |

## Administration
Le siège de la communauté de communes est situé à Toucy. Elle emploie 10 salariés dont 1 secrétaire générale, 1 chargé de mission, 1 technicienne environnement, 1 coordinateur enfance-jeunesse, 1 animatrice et 5 agents administratifs.

### Conseil communautaire
L'intercommunalité est gérée par un conseil communautaire. Il est composé, depuis les élections municipales de 2014, de 45 délégués issus de chacune des communes membres.
Les délégués sont répartis comme suit :
| Nombre de délégués | Communes |
| ------------------ | --- |
| 6                  | Toucy |
| 4                  | Saint-Fargeau |
| 3                  | Bléneau, Champignelles, Diges, Pourrain |
| 2                  | Mézilles, Parly, Rogny-les-Sept-Écluses, Saint-Privé, Villiers-Saint-Benoît                                                                                                  |
| 1                  | Beauvoir, Champcevrais, Dracy, Égleny, Fontaines, Lalande, Lavau, Leugny, Moulins-sur-Ouanne, Ronchères, Saint-Martin-des-Champs, Tannerre-en-Puisaye, Villeneuve-les-Genêts |

Avant les élections, ils étaient 61, répartis comme suit :
| Nombre de délégués | Communes |
| ------------------ | --- |
| 6                  | Toucy |
| 3                  | Bléneau, Champignelles, Diges, Parly, Pourrain, Saint-Fargeau |
| 2                  | Beauvoir, Champcevrais, Dracy, Égleny, Fontaines, Lalande, Lavau, Leugny, Mézilles, Moulins-sur-Ouanne, Rogny-les-Sept-Écluses, Ronchères, Saint-Martin-des-Champs, Saint-Privé, Tannerre-en-Puisaye, Villeneuve-les-Genêts, Villiers-Saint-Benoît |

### Présidence
La communauté de communes est présidée par l'ancien président de la communauté de communes du Toucycois, Jean-Philippe Saulnier-Arrighi. Son élection a lieu immédiatement après la formation de l'intercommunalité, le 21 janvier 2013. Son mandat est prolongé de 6 ans le 18 avril 2014, à la suite des échéances municipales.
| Période      | Période       | Identité                       | Étiquette | Qualité                             |
| ------------ | ------------- | ------------------------------ | --------- | ----------------------------------- |
| Janvier 2013 | Décembre 2016 | Jean-Philippe Saulnier-Arrighi | DVD       | Avocat. Maire de Moulins-sur-Ouanne |

Le président, chargé de l'économie, est assisté de sept vice-présidents chacun chargé d'un secteur particulier (les élus en cours en 2014 sont indiqués entre parenthèses pour chaque poste) :
- 1er vice-président chargé des finances et de la commission locale des Transferts de charges (M. Gérard Legrand) ;
- 2e vice-président chargé du tourisme, des loisirs et de la culture (M. Jean Joumier) ;
- 3e vice-président chargé de l’aménagement du territoire (M. Jean-Luc Salamolard) ;
- 4e vice-présidente chargée de l’enfance-jeunesse (Mme Christine Picard) ;
- 5e vice-président chargé de la santé (M. Martial Hermier) ;
- 6e vice-président chargé de l’environnement (M. Claude Ferron) ;
- 7e vice-président chargé du sport et de la formation (M. Jean-François Boisard).

## Compétences
(mai 2014).
- Développement économique intéressant l’ensemble de la Communauté de Communes
- Aménagement du territoire / habitat
- Politique du logement et du cadre de vie
- Protection et mise en valeur de l’environnement
- Petite enfance et jeunesse
- Sports
- Tourisme, loisirs et culture
- Santé